# Flughafen Grootfontein

i7
i11
i13
Der Flughafen Grootfontein (IATA-Code: GFY, ICAO-Code: FYGF) ist der Flughafen der Gemeinde Grootfontein in Namibia. Der vor allem militärisch genutzte Flugplatz liegt rund vier Kilometer südlich der Stadt und besitzt eine 3560 Meter lange und eine 1040 Meter lange Startbahn. 
Hier war von 2005 bis zum 4. März 2016 der Hauptsitz der namibischen Luftwaffe.

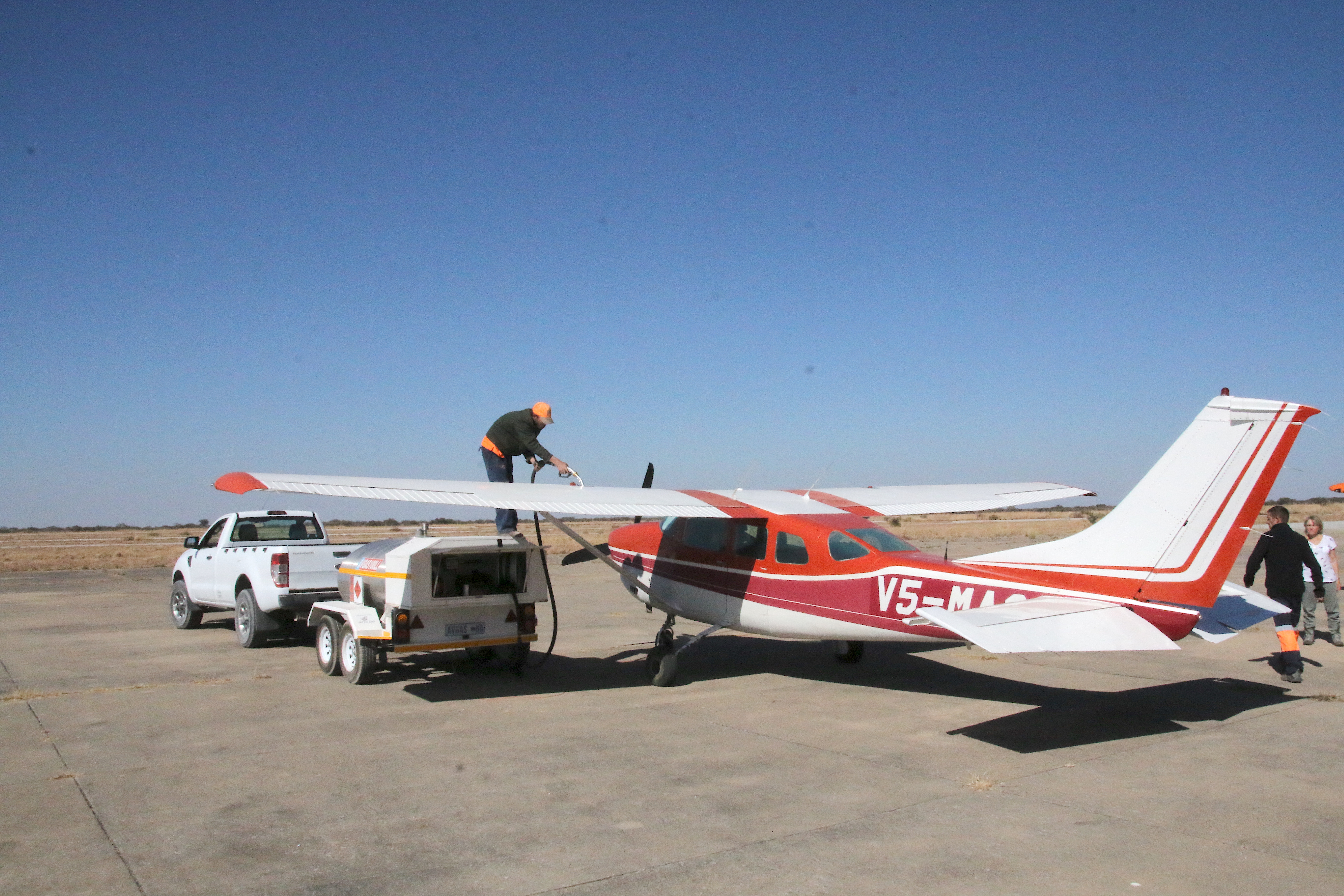
Privater Flugbetrieb auf dem Militärflugplatz Grootfontein